# Skrzypi wóz
Skrzypi wóz – polska kolęda, która została wydana w 1904 przez Karola Miarkę.
Kolęda 151 ze zbioru Kantyczek kolęd, pastorałek i jasełek. Miejscem wydania było miasto Mikołów.
Kolęda opowiada o podróży i przybyciu Trzech Króli do Betlejem. Szacuje się, że powstała jeszcze w pierwszej połowie XIX wieku. Autor tekstu kolędy i kompozytor melodii pozostaje anonimowy. Nie pojawia się zbyt często w śpiewnikach, przez co jest mało znaną kolędą. Pojawia się na kilku fonogramach, rzadko śpiewana jest w kościele, pojawia się natomiast w czasie koncertów, konkursów i Jasełek Bożonarodzeniowych. Kolęda powinna być śpiewana w Święto Trzech Króli.
W 2016 roku zespół Enej nagrał swoją wersję kolędy „Skrzypi Wóz”.